# MTV Europe Music Awards 2012
MTV EMAs 2012 — церемонія нагородження MTV Europe Music Awards, що відбулася у Франкфурті, Німеччина, 11 листопада 2012 року. Це вп'яте церемонія нагородження проходила в Німеччині, і вдруге Франкфурт був приймаючим містом. 17 серпня були оголошені номінанти. Ріанна була представлена у восьми номінаціях, а Кеті Перрі та Тейлор Свіфт — у п'яти.
Того року було додано нові регіональні категорії для участі в номінації «Найкращий міжнародний виконавець», а також категорію «Найкращий образ», через популярність такої нагороди у італійській премії TRL Awards. Тейлор Свіфт, Ган Ґенг, Джастін Бібер і One Direction стали найтитулованішими переможцями, здобувши по три нагороди.

## Номінації
Переможців виділено Жирним.

### Найкраща пісня
- Карлі Рей Джепсен — «Call Me Maybe[en]»
- Fun (за участі Жанель Моне) — «We Are Young[en]»
- Pitbull (за участі Кріс Браун) — «International Love[en]»
- Готьє (за участі Кімбри) — «Somebody That I Used to Know[en]»
- Ріанна (за участі Кельвіна Гарріса) — «We Found Love»

### Найкраще відео
- Lady Gaga — «Marry the Night»
- Кеті Перрі — «Wide Awake»
- M.I.A. — «Bad Girls[en]»
- Ріанна (за участі Кельвіна Гарріса) — «We Found Love»
- PSY — «Gangnam Style»

### Найкраща співачка
- Pink
- Тейлор Свіфт
- Кеті Перрі
- Ріанна
- Нікі Мінаж

### Найкращий співак
- Джастін Бібер
- Pitbull
- Jay-Z
- Flo Rida
- Каньє Вест

### Найкращий новий виконавець
- Карлі Рей Джепсен
- Fun
- Лана Дель Рей
- One Direction
- Ріта Ора

### Найкращий поп-виконавець
- Джастін Бібер
- Кеті Перрі
- No Doubt
- Ріанна
- Тейлор Свіфт

### Найкращий електронний проект
- Avicii
- Кельвін Гарріс
- Девід Гетта
- Skrillex
- Swedish House Mafia

### Найкращий рок-виконавець
- Linkin Park
- Coldplay
- Green Day
- Muse
- The Killers

### Найкращий альтернативний виконавець
- Arctic Monkeys
- The Black Keys
- Florence and the Machine
- Джек Вайт
- Лана Дель Рей

### Найкращий хіп-хоп виконавець
- Дрейк
- Jay-Z & Каньє Вест
- Nas
- Нікі Мінаж
- Рік Росс

### Найкращий концертний виконавець
- Тейлор Свіфт
- Green Day
- Muse
- Lady Gaga
- Jay-Z & Каньє Вест

### Найкращий виконавець проекту "Worldstage"[en]
- Arcade Fire
- Arctic Monkeys
- B.o.B[en]
- Evanescence
- Flo Rida
- Джейсон Деруло
- Джо Джонас
- Джастін Бібер
- Kasabian
- Kesha
- LMFAO
- Maroon 5
- Неллі Фуртаду
- Red Hot Chili Peppers
- Шон Пол
- Snoop Dogg
- Snow Patrol
- Тейлор Свіфт

### Найкращий Push-виконавець
- Карлі Рей Джепсен
- Конор Мейнард[en]
- Foster the People
- Fun
- Готьє
- Лана Дель Рей
- Мак Міллер
- Майкл Ківанука
- Of Monsters and Men
- Ребека Фергюсон[en]
- Ріта Ора

### Найкращі фанати
- Джастін Бібер
- Lady Gaga
- Кеті Перрі
- Ріанна
- One Direction

### Найкращий образ
- Нікі Мінаж
- Тейлор Свіфт
- Джек Вайт
- ASAP Rocky
- Ріанна

### Найкращий міжнародний виконавець[en]
- Ахмед Султан[en]
- Діма Білан
- Ріанна
- Restart[en]
- Ган Ґенг[en]

### Ікона світового масштабу[en]
- Вітні Г'юстон

## Регіональні номінації

#### Найкращий британський-ірландський виконавець[en]
- Конор Мейнард[en]
- One Direction
- Джессі Джей
- Ед Ширан
- Ріта Ора

#### Найкращий данський виконавець[en]
- Аура Діон
- L.O.C.[en]
- Медіна
- Nik & Jay[en]
- Расмус Зебах[en]

#### Найкращий фінський виконавець[en]
- Cheek[en]
- Кісу
- Elokuu[en]
- PMMP[en]
- Робін[en]

#### Найкращий норвезький виконавець[en]
- Donkeyboy[en]
- Erik & Kriss[en]
- Madcon
- Karpe Diem[en]
- Sirkus Eliassen[en]

#### Найкращий шведський виконавець[en]
- Аліна Девесерскі[en]
- Avicii
- Лале
- Лорін
- Panetoz[en]

#### Найкращий німецький виконавець[en]
- Cro[en]
- Kraftklub[en]
- Seeed[en]
- Тім Бендзко[en]
- Удо Лінденберг

#### Найкращий італійський виконавець[en]
- Чезаре Кремоніні[en]
- Club Dogo[en]
- Еміс Кілла[en]
- Giorgia
- Marracash[en]

#### Найкращий голландський виконавець[en]
- Афроджек
- The Partysquad[en]
- Єва Сімонс[en]
- Джерс Пардоел[en]
- Tiësto

#### Найкращий бельгійський виконавець[en]
- Deus[en]
- Milow[en]
- Netsky
- Села Сью
- Triggerfinger[en]

#### Найкращий французький виконавець[en]
- Irma[en]
- Orelsan[en]
- Sexion d'Assaut[en]
- Shaka Ponk
- Таль[en]

#### Найкращий польський виконавець[en]
- Моніка Бродка
- Іза Лах
- Mrozu
- Pezet[en]
- The Stubs

#### Найкращий іспанський виконавець[en]
- Corizonas
- Іван Феррейро[en]
- Love of Lesbian[en]
- Supersubmarina
- The Zombie Kids

#### Найкращий російський виконавець
- Діма Білан
- Каста
- Нервы
- Serebro
- Жанна Фріске

#### Найкращий румунський виконавець[en]
- CRBL
- Grassu XXL
- Guess Who[en]
- Maximilian
- Vunk

#### Найкращий португальський виконавець[en]
- Amor Electro[en]
- Ауреа
- Klepht
- Моніка Ферраз
- Os Azeitonas

#### Найкращий адріатичний виконавець[en]
- Elemental[en]
- MVP
- TBF
- Trash Candy
- Who See

### Найкращий угорський виконавець[en]
- 30Y
- Funktasztikus[en]
- Odett
- Soerii es Poolek
- Supernem

### Найкращий український виконавець
- Alloise
- Champagne Morning
- ДіО.фільми
- Іван Дорн
- The Hardkiss

### Найкращий грецький виконавець[en]
- Claydee
- Goin' Through
- Melisses
- Ніккі Понте
- Vegas

### Найкращий ізраїльський виконавець[en]
- Дуду Тасса[en]
- Моше Перец[en]
- Нінетт Тайєб
- Ріфф Коен[en]
- The Young Professionals[en]

### Найкращий швейцарський виконавець[en]
- 77 Bombay Street[en]
- DJ Antoine
- Майк Кандіс[en]
- Remady[en]
- Stress

### Найкращий чеський-словацький виконавець[en]
- Бен Крістовао «Mine»
- Sunshine
- Mandrage
- Селеста Бакінгем[en]
- Майк Спіріт[en]

### Найкращий африканський виконавець[en]
- Camp Mulla[en]
- D'banj[en]
- Mi Casa
- Sarkodie[en]
- Wizkid[en]

### Найкращий арабський виконавець
- Ахмед Султан[en]
- K2RHYM (Karim AlGharbi)
- Карл Вольф[en]
- Qusai[en]
- Sandy

### Найкращий індійський виконавець[en]
- Alobo Naga & The Band
- Bandish Projekt[en]
- Indus Creed[en]
- Menwhopause[en]
- Олівер Шон[en]

### Найкращий виконавець Азії[en]
- Yuna Zarai[en]
- Super Junior
- Ган Ґенг[en]
- Exile[en]
- Джолін Цай

### Найкращий виконавець Австралії та Нової Зеландії
- 360[en]
- Джин Вігмор
- Готьє
- Кімбра
- The Temper Trap[en]

### Найкращий бразильський виконавець[en]
- Agridoce
- ConeCrewDiretoria
- Emicida[en]
- Restart[en]
- Vanguart

### Найкращий виконавець північної частини Латинської Америки[en]
- Данна Паола[en]
- Jesse & Joy[en]
- Kinky[en]
- Panda[en]
- Ксімена Сарінана[en]

### Найкращий виконавець центральної частини Латинської Америки[en]
- Adammo[en]
- Caramelos de Cianuro[en]
- Don Tetto[en]
- Хуанес
- Наті Ботеро[en]

### Найкращий виконавець південної частини Латинської Америки[en]
- Axel
- Babasonicos[en]
- Кемпо[en]
- Miranda![en]
- Tan Bionica

### MTV2 US Artist About to Go Global
- 2 Chainz
- ASAP Rocky
- Big Sean
- Мак Міллер
- MGK[9]
- Tyga

## Міжнародні номінації
Переможців виділено Жирним.

### Найкращий європейський виконавець[en]
- 30Y
- Афроджек
- Alloise
- Ауреа
- Діма Білан
- DJ Antoine
- Еміс Кілла[en]
- Erik & Kriss[en]
- Лорін
- Майк Спіріт[en]
- Медіна
- Milow[en]
- Моніка Бродка
- One Direction
- Робін[en]
- Shaka Ponk
- Тім Бендзко[en]
- Vegas
- Vunk
- Who See
- The Zombie Kids

### Найкращий виконавець Африки, Середнього Сходу та Індії[en]
- Ахмед Султан[en]
- Alobo Naga & The Band
- D'banj[en]

### Найкращий виконавець Азії та Океанії[en]
- Готьє
- Ган Ґенг[en]

### Найкращий виконавець Латинської Америки[en]
- Axel
- Don Tetto[en]
- Panda[en]
- Restart[en]

### Найкращий виконавець Північної Америки[en]
- Карлі Рей Джепсен
- Кріс Браун
- Дрейк
- Green Day
- Джастін Бібер
- Кеті Перрі
- Linkin Park
- Pink
- Ріанна
- Ашер

## Виступи
| Artist(s)         | Song(s)                                   |
| ----------------- | ----------------------------------------- |
| Ріта Ора          | «R.I.P.»                                  |
| Fun               | «We Are Young»                            |
| Карлі Рей Джепсен | «Call Me Maybe»                           |
| Аліша Кіз         | «New Day» «Girl on Fire»                  |
| No Doubt          | «Looking Hot»                             |
| The Killers       | «Runaways»                                |
| PSY               | «Gangnam Style»                           |
| Muse              | «Madness»                                 |
| Pitbull           | «Don't Stop the Party»                    |
| Тейлор Свіфт      | «We Are Never Ever Getting Back Together» |

## Учасники шоу
- Луїза Роу[en], Тім Кеш[en] та Свей Калловай[en] — ведучі червоної доріжки та оголошення номінації «Найкращі фанати»
- Лана Дель Рей — оголошення номінації «Найкраща співачка»
- Девід Коулман[en] — оголошення номінації «Найкраща пісня»
- Газ Бідл[en], Голлі Гейган[en], Софі Касаей, Річчі Гурначчо[en], Вікі Паттісон[en], Даніель Томас-Так, Джей Гарднер та Шарлотта Кросбі[en] — оголошення номінації «Найкращий співак»
- Ганна В'ялицина, Бретт Даверн та Ізабелі Фонтана[en] — оголошення номінації «Найкращий концертний виконавець»
- Гайді Клум — оголошення номінації «Найкращий образ»
- Аліша Кіз — оголошення номінації «Ікона світового масштабу»
- Девід Гассельгофф — оголошення номінації «Найкраще відео»
- Jonas Brothers — оголошення номінації «Найкращий міжнародний виконавець»